# Süper Lig de 2002–03
A Süper Lig de 2002–03 foi a 45ª temporada do Campeonato Turco de Futebol. No ano de seu centenário, o Beşiktaş sagrou-se campeão nacional pela 12ª vez após encerrar a competição 8 pontos à frente do vice-campeão Galatasaray, impedindo o rival de conquistar um bicampeonato consecutivo. A artilharia do campeonato ficou a cargo de Okan Yılmaz, atacante do Bursaspor, que marcou ao todo 24 gols.
Por sua vez, Altayspor, Göztepe e Kocaelispor desempenharam as 3 piores campanhas do campeonato e acabaram rebaixados para a Segunda Divisão Turca ao final da temporada.

## Participantes
| Clube          | Estádio                      | Capacidade |
| -------------- | ---------------------------- | ---------- |
| Adanaspor      | Adana 5 Ocak Stadı           | 16 123     |
| Altayspor      | Bornova Stadyumu             | 9 138      |
| Ankaragücü     | Estádio 19 de Maio de Ancara | 19 209     |
| Beşiktaş       | Estádio İnönü de Beşiktaş    | 32 086     |
| Bursaspor      | Estádio Atatürk de Bursa     | 18 517     |
| Denizlispor    | Estádio Atatürk de Denizli   | 15 427     |
| Diyarbakirspor | Diyarbakır Atatürk Stadyumu  | 12 963     |
| Elazığspor     | Elâzığ Atatürk Stadyumu      | 13 923     |
| Fenerbahçe     | Estádio Şükrü Saraçoğlu      | 42 000     |
| Galatasaray    | Estádio Ali Sami Yen         | 22 800     |
| Gaziantepspor  | Kamil Ocak Stadı             | 16 981     |
| Gençlerbirliği | Estádio 19 de Maio de Ancara | 19 209     |
| Göztepe        | Estádio Atatürk de Esmirna   | 51 295     |
| İstanbulspor   | Bahçelievler Stadyumu        | 4 491      |
| Kocaelispor    | İzmit İsmetpaşa Stadyumu     | 15 462     |
| Malatyaspor    | Malatya Inönü Stadi          | 13 000     |
| Samsunspor     | Samsun 19 Mayis Stadyumu     | 12 720     |
| Trabzonspor    | Estádio Hüseyin Avni Aker    | 20 369     |

## Classificação Geral
Atualizado em 31 de maio de 2003
| Campeão Turco 2002–03 |
| --------------------- |
| Beşiktaş (12º título) |

### Nota
*Como vencedor da Copa da Turquia dessa temporada, o Trabzonspor assegurou vaga para disputar a Copa da UEFA de 2003–04.

## Resultados
| Mandante \ Visitante | ADA | ALT | BJK | BUR | DEN | DYB | ELA | FNB | GAL | GAZ | GEN | GÖZ | İST | KOC | MAL | AGÜ | SAM | TRA |
| -------------------- | --- | --- | --- | --- | --- | --- | --- | --- | --- | --- | --- | --- | --- | --- | --- | --- | --- | --- |
| Adanaspor            | —   | 5–2 | 0–1 | 2–2 | 2–1 | 2–1 | 0–0 | 3–1 | 0–0 | 0–2 | 2–7 | 1–2 | 0–3 | 1–0 | 1–1 | 0–2 | 1–1 | 0–1 |
| Altayspor            | 0–4 | —   | 0–1 | 2–1 | 3–1 | 2–2 | 5–1 | 1–3 | 1–2 | 0–0 | 3–3 | 4–2 | 4–3 | 5–0 | 0–2 | 2–3 | 2–2 | 1–4 |
| Beşiktaş             | 3–0 | 2–0 | —   | 1–0 | 2–0 | 2–0 | 3–1 | 2–0 | 1–0 | 0–0 | 1–1 | 7–3 | 2–1 | 2–1 | 3–0 | 1–0 | 2–0 | 0–0 |
| Bursaspor            | 3–0 | 2–1 | 2–2 | —   | 2–0 | 4–1 | 1–1 | 2–1 | 0–4 | 1–1 | 3–1 | 1–0 | 1–2 | 4–2 | 1–1 | 0–2 | 2–1 | 1–2 |
| Denizlispor          | 2–0 | 1–1 | 1–2 | 2–2 | —   | 2–0 | 3–1 | 1–1 | 1–3 | 1–0 | 1–3 | 0–0 | 2–1 | 1–2 | 1–0 | 2–1 | 0–1 | 1–1 |
| Diyarbakirspor       | 2–0 | 1–1 | 1–0 | 4–0 | 0–0 | —   | 1–2 | 3–0 | 1–3 | 0–1 | 1–4 | 1–0 | 1–1 | 1–1 | 1–1 | 3–0 | 1–1 | 2–0 |
| Elazığspor           | 4–2 | 2–0 | 0–1 | 2–1 | 0–2 | 0–1 | —   | 3–3 | 0–0 | 1–3 | 0–3 | 0–0 | 1–0 | 0–1 | 2–1 | 1–0 | 3–1 | 2–0 |
| Fenerbahçe           | 1–1 | 0–1 | 0–1 | 7–1 | 3–2 | 0–0 | 4–2 | —   | 6–0 | 2–0 | 3–3 | 0–0 | 2–0 | 1–0 | 2–0 | 1–0 | 1–1 | 3–2 |
| Galatasaray          | 2–2 | 5–0 | 0–1 | 2–0 | 0–1 | 1–0 | 3–0 | 2–0 | —   | 2–1 | 1–1 | 3–1 | 2–0 | 2–0 | 2–1 | 3–0 | 4–1 | 2–1 |
| Gaziantepspor        | 1–1 | 2–1 | 1–1 | 2–1 | 1–1 | 2–0 | 4–0 | 3–3 | 1–2 | —   | 2–0 | 3–1 | 4–3 | 2–1 | 3–0 | 4–2 | 4–2 | 0–0 |
| Gençlerbirliği       | 0–2 | 1–0 | 1–2 | 2–0 | 0–0 | 3–1 | 2–0 | 1–1 | 1–0 | 2–1 | —   | 3–1 | 4–1 | 5–1 | 3–0 | 0–1 | 1–1 | 2–1 |
| Göztepe              | 1–4 | 0–2 | 2–2 | 1–1 | 2–3 | 3–0 | 2–1 | 1–1 | 0–1 | 2–1 | 0–0 | —   | 1–1 | 1–2 | 0–3 | 0–1 | 0–0 | 1–2 |
| İstanbulspor         | 2–2 | 0–0 | 1–2 | 1–1 | 2–1 | 1–0 | 2–1 | 2–0 | 1–2 | 1–3 | 1–3 | 3–1 | —   | 2–1 | 0–0 | 1–0 | 0–1 | 1–2 |
| Kocaelispor          | 1–2 | 3–0 | 0–5 | 0–0 | 2–1 | 1–1 | 1–3 | 1–2 | 0–1 | 0–3 | 1–3 | 1–3 | 0–1 | —   | 2–3 | 3–0 | 1–2 | 2–2 |
| Malatyaspor          | 1–0 | 6–0 | 1–2 | 4–2 | 2–1 | 0–1 | 1–1 | 2–0 | 2–2 | 1–1 | 5–4 | 4–1 | 1–2 | 2–1 | —   | 3–1 | 2–1 | 2–2 |
| Ankaragücü           | 1–1 | 3–0 | 0–1 | 4–0 | 1–1 | 3–1 | 3–1 | 0–0 | 1–2 | 5–3 | 0–1 | 1–0 | 1–0 | 2–0 | 1–1 | —   | 3–2 | 2–0 |
| Samsunspor           | 0–2 | 2–4 | 3–4 | 1–0 | 0–0 | 3–1 | 4–3 | 1–3 | 0–1 | 2–1 | 2–7 | 0–0 | 1–2 | 1–0 | 1–1 | 1–0 | —   | 1–3 |
| Trabzonspor          | 3–1 | 0–0 | 1–1 | 3–0 | 1–0 | 3–0 | 1–1 | 0–0 | 1–2 | 2–1 | 1–1 | 0–0 | 0–0 | 2–0 | 0–2 | 3–0 | 0–1 | —   |

## Artilheiros
Atualizado em 31 de maio de 2003
| Pos. | Jogador           | Clube          | Gols |
| ---- | ----------------- | -------------- | ---- |
| 1    | Okan Yılmaz       | Bursaspor      | 24   |
| 2    | Necati Ateş       | Adanaspor      | 18   |
| 3    | Ümit Karan        | Galatasaray    | 16   |
| 3    | Augustine Ahinful | Ankaragücü     | 16   |
| 5    | Viola             | Gaziantepspor  | 14   |
| 5    | Fatih Tekke       | Trabzonspor    | 14   |
| 7    | Ahmed Hassan      | Gençlerbirliği | 13   |
| 7    | Cenk İşler        | İstanbulspor   | 13   |
| 7    | Serkan Aykut      | Samsunspor     | 13   |
| 10   | Fazlı Ulusoy      | Malatyaspor    | 12   |